# Gastrozona parviseta
Gastrozona parviseta är en tvåvingeart som beskrevs av Hardy 1973. Gastrozona parviseta ingår i släktet Gastrozona och familjen borrflugor.
Artens utbredningsområde är Thailand. Inga underarter finns listade i Catalogue of Life.